# Dungog Shire
Koordinaten: 32° 24′ S, 151° 45′ O

Dungog Shire ist ein lokales Verwaltungsgebiet (LGA) im australischen Bundesstaat New South Wales. Das Gebiet ist 2.250 km² groß und hat etwa 9.500 Einwohner.
Dungog liegt inmitten der Region des Hunter Valleys etwa 225 km nördlich der Metropole Sydney. Das Gebiet umfasst 46 Ortsteile und Ortschaften: Alison, Allynbrook, Bandon Grove, Bendolba, Bingleburra, Brookfield, Cambra, Carrabolla, Chichester, Clarence Town, Dungog, Eccleston, Fishers Hill, Flat Tops, Fosterton, Glen Martin, Glen William, Gresford, East Gresford, Halton, Hanleys Creek, Hilldale, Lewinsbrook, Lostock, Main Creek, Marshdale, Martins Creek, Mount Rivers, Munni, Paterson, Salisbury, Stroud Hill, Sugarloaf, Summer Hill, Tabbil Creek, Torryburn, Underbank, Upper Allyn, Vacy, Wallaringa, Wallarobba, Webbers Creek, Wirragulla und Teile von Duns Creek, Glen Oak und Tocal. Der Sitz des Shire Councils befindet sich in Dungog im Osten der LGA, wo etwa 2.000 Einwohner leben.

## Verwaltung
Der Dungog Shire Council hat sieben Mitglieder. Sechs Councillor werden von den Bewohnern der drei Wards gewählt (je zwei aus A, B, und C Ward). Diese drei Bezirke sind unabhängig von den Ortschaften festgelegt. Zusätzlich wählen alle Einwohner einen Vorsitzenden und Mayor (Bürgermeister) des Councils.
Bis 2017 gab es noch neun Councillor. Jeder Ward wählte drei Mitglieder und diese wählten aus ihren Reihen den Mayor.